# مايا خروميخ
مايا فلاديسلافوفنا خروميخ (الروسية: Майя Владиславовна Хромых ؛ من مواليد 25 مايو 2006) لاعبة متزلجة على الجليد روسية حصلت على الميدالية الذهبية عام 2021 في كأس بودابست. على مستوى الناشئين ، حصلت على الميدالية البرونزية في سباق الجائزة الكبرى للناشئين في فرنسا لعام 2019 ، والميدالية الفضية لتحدي دينيس تن التذكاري لعام 2019. احتلت المركز الرابع في بطولة العالم للناشئين 2020.